# 금산여자고등학교
금산여자고등학교(錦山女子高等學校)는 대한민국 충청남도 금산군 금산읍 아인리에 있는 공립 고등학교이다.

## 학교 연혁
- 1946년 5월 26일 : 금산여자중학원 발족
- 1957년 3월 14일 : 금산여자고등학교 3학급 인가
- 1963년 10월 31일 : 금산읍 아인리 현 교사로 이전
- 2007년 9월 1일 : 상현학사(기숙사) 완공 (수용인원 84명)
- 2011년 3월 1일 : 학칙 변경 15학급 인가
- 2011년 11월 24일 : 상현학사 증축 및 다목적 체육관 완공
- 2013년 12월 4일 : 운동장 생활체육 시설 준공
- 2024년 2월 8일 : 제66회 졸업식(졸업생 103명, 누계 15,985명)
- 2024년 3월 4일 : 제69회 신입생 입학식(109명)
- 2024년 9월 1일 : 제25대 강로사 교장 부임

## 참고 자료
- 금산여자고등학교 - 한국교육학술정보원 학교알리미